# NEXX
NEXX este o formație suedeză de muzică pop și dance. Ea e formată din trei membri: Johanna “Jo” Eriksson, Robert Skowronski și Sebastian Zelle.

## Istoric
Povestea grupului NEXX a început la sfârșitul anului 2001, când Robert și Sebastian s-au întâlnit la o audiție pentru un alt proiect. Amândoi au trecut audiția și au plecat în turneu în 2002 și 2003.

Când proiectul s-a terminat, ei au decis să continue să lucreze împreună, astfel, la finele anului 2004, au început să compună piese noi în studioul lor din Stockholm. Contactele pe care le aveau cu mai mulți producători suedezi i-au ajutat să găsească un stil potrivit și au început să construiască o nouă trupă.

Având amândoi o pasiune pentru clubbing și a petrece timpul pe ringul de dans, au fost influentați de artiști precum: Madonna, Basement Jaxx, Kylie Minogue și artiștii disco din anii '70 și '80.

În decembrie 2004, Robert a început repetițiile pentru musicalul celebru pe muzica trupei ABBA, Mamma Mia! în Stockholm, unde a devenit foarte bun prieten cu Johanna “Jo” Eriksson, care a făcut parte și ea din distribuție.

Robert și Sebastian căutau o voce feminină pentru trupă. La scurt timp după musical, Jo a ascultat materialul lor și l-a întrebat pe Robert dacă poate să interpreteze ea vocalul pieselor. După audierea Johannei, grupul practic s-a format complet și a intrat într-o nouă eră a evoluției sale.

Trupa a înregistrat un nou material în următorii 2 ani și în 2006 au început un turneu în Suedia, Finlanda și Letonia. În 2007 au început colaborarea cu producătorul suedez de top Jonas Von Der Burg, care a mai lucrat cu September, Danny, Alcazar; și împreună cu el și cu Ivan Lisinski(Bananarama și Dani Minogue) au compus piesa ”Synchronize Lips”, care a devenit hit în cel mai scurt timp. Pe 9 august 2008 trupa a participat la Sopot Hit Festival, unde a ocupat locul 3 la categoria Hituri internaționale, pentru piesa Syncronize Lips. Pe 24 aprilie 2009 trupa a câștigat Premiul Eska la categoria "ImprEskowy Hit Roku" cu piesa Syncronize Lips. Primul album al trupei, intitulat Synchronize Lips, a fost lansat și în România. Cu piesa Synchronize Lips trupa s-a bucurat de succes în România, ajungând pe poziția #2 în Romanian Top 100 pe 18 aprilie 2009 și menținându-se timp de 10 săptămâni în top 10⁠(en)[traduceți] și timp de șase săptămâni în "Dance Chart" la Music Channel. La gala „Romanian Music Awards” 2009 NEXX a concertat în calitate de invitat.

## Discografie
Albume
- Synchronize Lips

Single-uri
- Stay By My Side (2005)
- Straight To Bed (2006)
- Don't Go (2006)
- Two of a kind (2006)
- Synchronize Lips (2008)
- Paralyzed (2008)
- Bitch Switch (2009)